# David (Neuplatoniker)

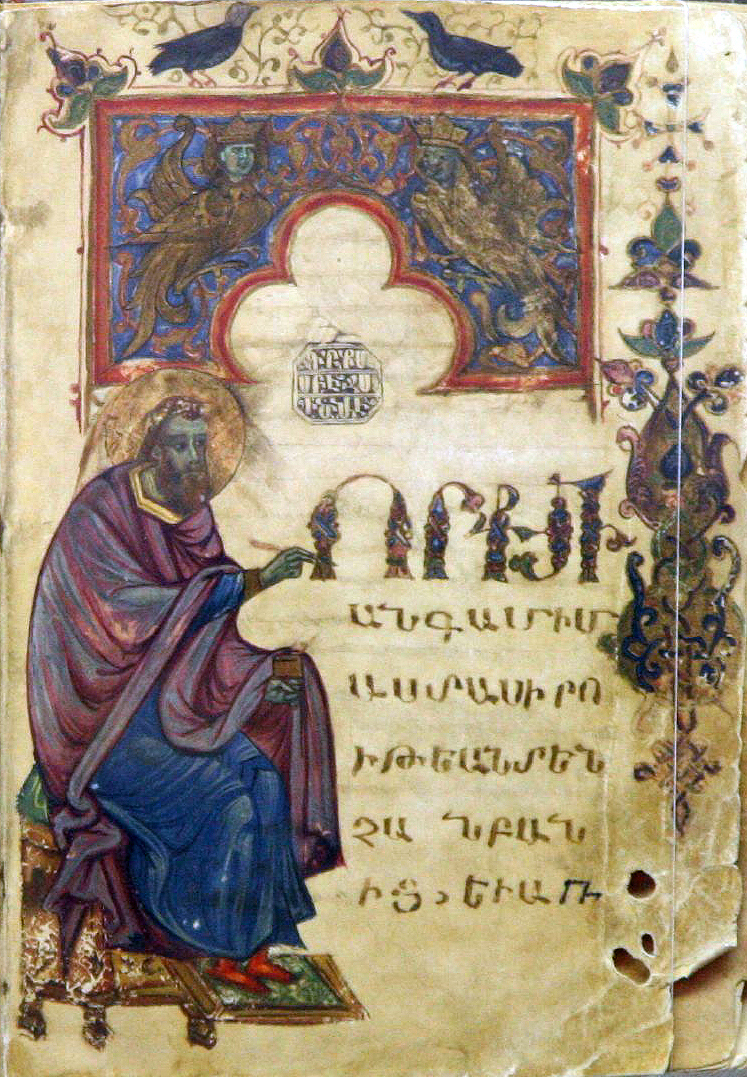
Darstellung Davids in einer armenischen Handschrift des 13. Jahrhunderts im Matenadaran, Jerewan

David (griechisch Δαβίδ, armenisch Դավիթ Dawitʿ, gewöhnlich David der Unbesiegbare genannt, seltener David von Armenien) war ein spätantiker Philosoph. Er lebte im 6. und vielleicht noch im frühen 7. Jahrhundert und soll Armenier gewesen sein. Seine Schriften wurden in die altarmenische Sprache übersetzt und spielten eine Schlüsselrolle bei der Verbreitung griechischen philosophischen Gedankenguts in Armenien. Im Mittelalter erhielt er den Beinamen der Unbesiegbare (armenisch  Անհաղթ Anhałtʿ, auch Anyałtʿ, Anhaghtʿ oder Anyaghtʿ). Dieser war ursprünglich einem gleichnamigen Theologen beigelegt worden und wurde später auf den Philosophen, den man irrtümlich mit dem Theologen gleichsetzte, übertragen.
Als Neuplatoniker gehörte David der in der Spätantike dominierenden Schulrichtung an. Wahrscheinlich erhielt er seine Ausbildung in der Philosophenschule von Alexandria in Ägypten, das damals zum Byzantinischen Reich gehörte, und war dann dort als Lehrer tätig. Angeblich kehrte er in einer späteren Phase seines Lebens in seine armenische Heimat zurück und wurde zu einem der wichtigsten Träger des dortigen Kulturlebens. Die legendäre Gestalt des „unbesiegbaren“ David ist in Armenien noch heute ein Objekt des kulturellen Nationalstolzes.
Die Quellenlage ist sehr ungünstig: Wegen Verwechslungen, offensichtlicher Unstimmigkeiten und einer üppigen Legendenbildung beurteilt die Forschung den Großteil der überlieferten Angaben zu Davids Leben skeptisch oder ablehnend. Die meisten der ihm traditionell zugeschriebenen Werke stammen sicher nicht von ihm. Nur vier von ihnen sind sicher oder mutmaßlich authentisch. Es handelt sich um Schriften, die für den Anfängerunterricht bestimmt waren; sie erläutern die Philosophie des Aristoteles.

## Leben
Aus der Antike liegen nur sehr spärliche Informationen über David in griechischer Sprache vor. Die armenischsprachige biographische Überlieferung ist zwar reichhaltig, setzt aber erst im Mittelalter ein und ist von Anfang an von Legendenbildung beeinflusst. Sie bezieht sich zu einem beträchtlichen Teil auf einen gleichnamigen Theologen, mit dem der Philosoph irrtümlich gleichgesetzt wurde. Die armenische Herkunft des Philosophen David ist in antiken Quellen nicht bezeugt, wird aber in der Forschung meist – teils zögernd – akzeptiert.
David zitiert den Neuplatoniker Olympiodoros den Jüngeren, der in Alexandria lehrte, als maßgebliche Autorität. Außerdem finden sich bei ihm bedeutsame Parallelen zu Ausführungen des Neuplatonikers Elias, der ein Schüler des Olympiodoros war, und Übereinstimmungen mit Äußerungen von Olympiodoros’ Lehrer Ammonios Hermeiou. Daraus wird gefolgert, dass David seine philosophische Ausbildung in Alexandria in der Schule, in der Olympiodoros unterrichtete, erhalten hat. Da Olympiodoros im Jahr 565 letztmals als lebend bezeugt ist, dürfte Davids Tätigkeit als Philosophielehrer in den Zeitraum zwischen etwa der Mitte des 6. Jahrhunderts und dem frühen 7. Jahrhundert fallen. Sicher ist, dass er Unterricht in aristotelischer Philosophie erteilte und dabei nicht nur die Logik behandelte, sondern auch die Physik des Aristoteles auslegte. Die aristotelische Philosophie bildete in den spätantiken Philosophenschulen den Stoff des Anfängerunterrichts, die platonische war den fortgeschrittenen Schülern vorbehalten.
Olympiodoros war ein Anhänger der alten paganen Religion. Für David wird ebenso wie für Elias wegen des christlichen Namens angenommen, dass er Christ war. Einen direkten antiken Beleg dafür gibt es aber nicht. Jedenfalls bekannte er sich gegebenenfalls nur nominell zum Christentum, denn in seinen Schriften setzte er das Weltbild der paganen Platoniker voraus, insbesondere die mit der christlichen Offenbarung unvereinbare Ewigkeit der Welt. Bei der Darlegung seiner philosophischen Thesen nahm er keine Rücksicht auf christliche Glaubenslehren.
Manche Forscher vermuten, dass Olympiodoros das Oberhaupt (Scholarch) der neuplatonischen Philosophenschule von Alexandria war, Elias ihm in dieser Funktion nachfolgte und später David als Nachfolger des Elias die Schule leitete. Für diese spekulativen Hypothesen gibt es allerdings keinen Beleg.
Detailliertere biographische Angaben finden sich in der mittelalterlichen armenischen Überlieferung, die aber wegen ihrer legendenhaften Züge großenteils unglaubwürdig ist. Angeblich stammte David aus einer sonst unbekannten Ortschaft namens Nergin oder Nerk‛in in der Region Tarōn (Tarawn) im Südosten des damaligen Armenien (heute in der Türkei, Provinz Muş). In armenischen Quellen wird behauptet, er sei ein Schüler des Gelehrten Maštoc’ (Mesrop) gewesen, des Erfinders des armenischen Alphabets. Das ist aber für den Neuplatoniker chronologisch unmöglich, denn Maštoc’ ist schon im Jahr 440 gestorben. Eine weitere Behauptung lautet, David habe in Athen und Konstantinopel studiert. Diese angeblichen Studienorte können jedoch nicht die des Neuplatonikers David gewesen sein, denn die neuplatonische Philosophenschule von Athen bestand zu Davids Zeit nicht mehr, und von der Existenz einer Philosophenschule in Konstantinopel im 6. Jahrhundert ist aus den antiken Quellen nichts bekannt. Später soll David in höherem Alter in seine Heimat zurückgekehrt sein, um dort sein Wissen zu verbreiten. Es heißt, er sei schließlich zum Bischof geweiht worden. In der Theologie soll er sich als monophysitischer Gegner der in Armenien abgelehnten Lehre des Konzils von Chalkedon profiliert haben. Auf seine Argumentationskunst, mit der er angeblich in einem Theologenstreit um die Natur Christi den Sieg davontrug, wird sein Beiname „der Unbesiegbare“ zurückgeführt. Anscheinend sind im Verlauf der Traditions- und Legendenbildung mehrere armenische Gelehrte namens David, darunter mindestens ein Theologe, verwechselt oder irrtümlich gleichgesetzt worden.

## Werke
Bei Davids sicher oder mutmaßlich echten Werken handelt es sich nicht um wissenschaftliche Untersuchungen, sondern um einführende Schriften für Anfänger, die für den Unterricht bestimmt waren. Sie orientieren über den Stoff, ohne auf subtile Einzelheiten einzugehen. Die Originaltexte wurden in griechischer Sprache abgefasst. Die erhaltenen Übersetzungen ins Altarmenische hat David der armenischen Überlieferung zufolge selbst angefertigt, doch gilt dies in der neueren Forschung als unwahrscheinlich. Jedenfalls gehören die armenischen Texte zu den Erzeugnissen einer bedeutenden Übersetzungsbewegung, die als „hellenisierende“ oder „gräzisierende“ Schule (armenisch Yownaban Dproc‘) bezeichnet wird. Die an dieser Bewegung beteiligten Gelehrten waren im Zeitraum vom 6. bis zum 8. Jahrhundert tätig. Sie machten einem nicht griechischkundigen Lesepublikum klassische Bildungsliteratur und philosophisches Handbuchwissen zugänglich. So konnte ein an den Vorgaben der griechischen Kulturtradition orientiertes armenisches Bildungswesen aufgebaut werden.

### Sicher oder mutmaßlich authentische Werke
Vier der David zugeschriebenen Werke gelten als authentisch oder werden zumindest von manchen Fachleuten für wahrscheinlich echt gehalten: die Prolegomena der Philosophie, ein Kommentar zur Isagoge des Porphyrios und zwei Aristoteles-Kommentare.
Die Prolegomena der Philosophie 
Die Prolegomena der Philosophie bieten eine allgemeine Einführung in das Fach. Der überlieferte Text ist laut der Überschrift eine Nachschrift (apo phōnḗs) von mündlichen Ausführungen des Lehrers. Der geläufige Ausdruck apo phōnḗs („nach der Stimme“, also „wie vorgetragen“) wird in der byzantinischen Literatur manchmal auch in abgeschwächter Bedeutung verwendet und bezeichnet dann nur die Autorschaft der Person, die als Urheber des Textes genannt wird. Im vorliegenden Fall scheint es sich aber tatsächlich um die Nachschrift eines Schülers zu handeln.
Unter anderem verfolgte das Werk eine protreptische (werbende) Absicht: David wollte als Vortragender seine Hörer für ein intensives Philosophiestudium begeistern, indem er ihnen zu Beginn den Wert und Rang des Weisheitsstrebens vor Augen stellte. Sodann wollte er die Anfänger mit den Voraussetzungen philosophischer Arbeit bekannt machen. Es war damals üblich, dass Philosophielehrer solche Prolegomena verfassten. In der Philosophenschule von Alexandria begann man den Unterricht mit einer derartigen Einführung, erst danach wandte man sich einzelnen philosophischen Werken und ihrer Kommentierung zu.
Davids Prolegomena sind in Lektionen (práxeis) gegliedert. Neben der griechischen ist auch eine armenische Fassung überliefert, die erheblich von dem griechischen Text abweicht. Sie trägt den nicht authentischen Titel Definitionen und Einteilungen der Philosophie gegen die vier Thesen des Sophisten Pyrrhon. David verteidigt die Existenzberechtigung der Philosophie gegen Einwände von pyrrhonischen Skeptikern, welche die Möglichkeit einer fundierten Gewissheit verneinen. Für den Begriff Philosophie bespricht er sechs Definitionen. Er betont das platonische Konzept einer Vergöttlichung des Menschen durch die philosophischen Bemühungen. Als Anhänger der platonischen Ontologie, die auf der Annahme einer eigenständigen geistigen Realität beruht, bekämpft er die materialistische Lehre der Stoiker, der zufolge es nichts Unkörperliches gibt.
Zur Verfasserschaft vertritt Christian Wildberg eine Sondermeinung. Er glaubt nicht, dass der Autor tatsächlich David hieß. Nach Wildbergs Hypothese stammt das Werk von einem unbekannten, in Alexandria lebenden paganen Neuplatoniker und wurde erst im Mittelalter David zugeschrieben.
Die Kommentare

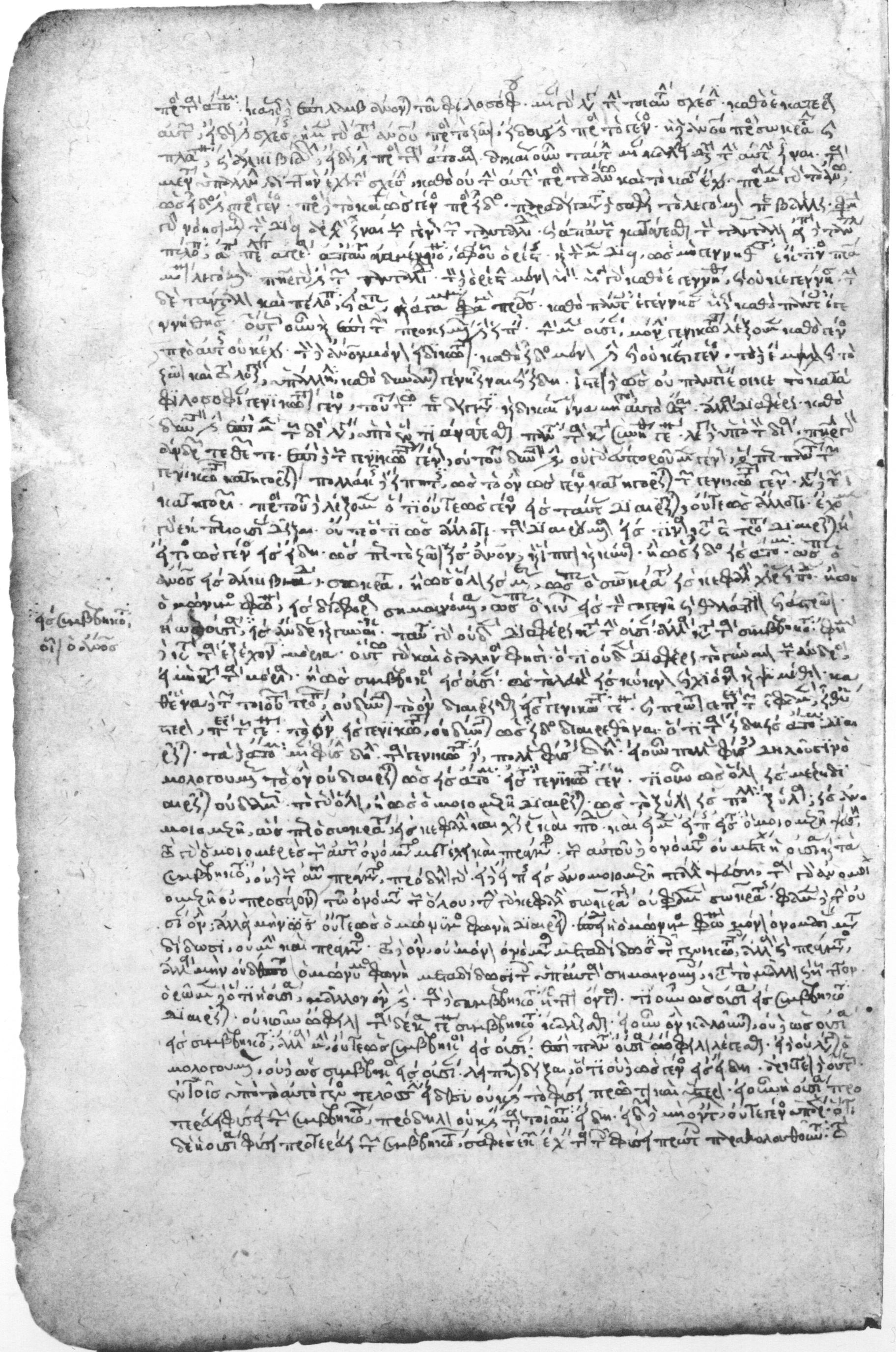
Eine Seite einer 1348 geschriebenen Handschrift von Davids Isagoge-Kommentar. Mailand, Biblioteca Ambrosiana, D 47 sup., fol. 24v

Die Scholien zur Isagoge des Porphyrios, Davids Kommentar zu dieser sehr verbreiteten, von einem frühen Neuplatoniker verfassten Einführung in die aristotelische Logik, sind ebenso wie die Prolegomena als Schülernachschrift gekennzeichnet. Von dem griechisch geschriebenen Werk liegt auch eine armenische Fassung (Analyse der Isagoge des Porphyrios) vor. Sie stammt angeblich vom Autor selbst, doch wird diese Angabe in der neueren Forschung skeptisch beurteilt.
Für einen Kommentar zu den Analytica priora des Aristoteles, der nur in einer fragmentarisch erhaltenen armenischen Fassung überliefert ist, wird in einem Teil der handschriftlichen Überlieferung David als Autor genannt. Manche Philosophiehistoriker halten diese Zuschreibung für glaubwürdig. Einer anderen Forschungsmeinung zufolge handelt es sich jedoch nicht um ein Werk Davids, sondern um eine armenische Fassung des Kommentars, den Elias zu der Schrift des Aristoteles verfasste.
Die Erklärung der zehn Kategorien ist ein Kommentar zu den Kategorien des Aristoteles mit einer Einleitung in die aristotelische Philosophie. In Alexandria war es üblich, einem Kategorien-Kommentar eine solche Einleitung beizufügen. Dieses Werk liegt sowohl griechisch als auch in einer unvollständig überlieferten armenischen Fassung vor. Vom armenischen Text fehlen in der einzigen erhaltenen Handschrift Anfang und Ende. Während in der armenischen Handschrift – wohl wegen ihrer Unvollständigkeit – keine Verfasserangabe zu finden ist, wird das Werk in der griechischen Überlieferung als Nachschrift aus Davids Unterricht bezeichnet. In der Forschung ist umstritten, wer es geschrieben hat. Der Herausgeber Adolf Busse, dem eine Reihe von Philosophiehistorikern folgen, plädiert für Zuschreibung an Elias, da inhaltliche Widersprüche zu Thesen Davids im Isagoge-Kommentar bestünden. Andere Forscher, darunter Ilsetraut Hadot, halten David für den Verfasser. Dass David die Kategorien kommentiert hat, teilt er selbst ausdrücklich mit. Ein Anhaltspunkt für die Datierung ergibt sich daraus, dass der in der ersten Hälfte des 6. Jahrhunderts entstandene Kategorien-Kommentar des Johannes Philoponos zitiert wird.

### Unechte Werke
Die mittelalterliche armenische Überlieferung schreibt David eine Reihe von Werken und Übersetzungen zu, die großenteils nicht von ihm stammen können. Bei der Beurteilung dieser Angaben ist zu berücksichtigen, dass es oft zu Verwechslungen gleichnamiger Autoren gekommen ist. David soll unter anderem die Isagoge des Porphyrios sowie Schriften des Aristoteles ins Armenische übersetzt haben.
Zu den sicher nicht von dem in Alexandria ausgebildeten Philosophen David verfassten Werken zählen:
- Scholien zur Grammatik des Dionysios Thrax. Sie stammen von einem Grammatiker, der nicht mit dem Philosophen David identisch sein kann, da er eine andere Auffassung vertritt.[23]
- Ein Panegyrikos auf das Heilige Kreuz.[24]
- Übersetzungen von Schriften patristischer Autoren (Pseudo-Dionysius Areopagita, Nemesios von Emesa u. a.) ins Armenische.
- Ein Kommentar zur Isagoge, der in der handschriftlichen Überlieferung teils David, teils Elias zugeschrieben wird, aber in Wirklichkeit von keinem dieser beiden Philosophen stammen kann. Die Bezeichnung des Verfassers als „Pseudo-Elias“ hat sich eingebürgert.[25]

## Rezeption

### Mittelalter
In byzantinischen Logik-Kompendien aus der Zeit vom Ende des 6. bis zur Mitte des 8. Jahrhunderts wurden Texte von David verwertet. Damals bestand ein Bedarf an knappen zusammenfassenden Darstellungen der aristotelischen Logik, die den Stoff der einschlägigen Lehrschriften der späten alexandrinischen Schule in didaktisch aufbereiteter Form präsentieren. Zu den Autoren, die Material aus Davids Prolegomena verwerteten, zählte der Kirchenvater Johannes von Damaskus, der in seiner Dialektik die aristotelische Logik behandelte.
In Armenien wurden Davids Schriften im Mittelalter maßgebliche Lehrbücher. Er wurde dort zu den bedeutendsten Persönlichkeiten der armenischen Kulturgeschichte gezählt und entsprechend verherrlicht. Da man ihn für einen führenden Theologen und Schüler berühmter Kirchenväter hielt, konnte man in ihm einen großen Denker sehen, der die aristotelische Ontologie auf korrekte Weise in den Dienst der christlichen Dogmatik gestellt habe. Mit den Waffen der Philosophie habe er die monophysitische Lehre der armenischen Kirche erfolgreich gegen die Anhänger des Konzils von Chalkedon verteidigt. Den Beinamen „der Unbesiegbare“ führte man auf seine theologische Überlegenheit zurück. Eine abweichende Erklärung des Beinamens bietet eine Anekdote, der zufolge David als einziger Gelehrter in der Lage war, einen rätselhaften Weisheitsspruch auf einer alten Stele auszulegen; nach dieser Demonstration seiner überragenden Gelehrsamkeit habe man begonnen, ihn den unbesiegbaren Philosophen zu nennen.
Schon im 7. Jahrhundert griff der armenische Gelehrte und Enzyklopädist Anania Schirakatsi Davids Lehre von der Einteilung der Philosophie auf. Im Hoch- und Spätmittelalter intensivierte sich die Wertschätzung für die Schriften des antiken Philosophielehrers; armenische Gelehrte verfassten Kommentare zu seinen Isagoge-Scholien und zur armenischen Fassung der Prolegomena. In den Klosterschulen gehörten die Prolegomena zu dem Stoff, der für den Philosophieunterricht vorgeschrieben war.

### Neuzeit
Der mittelalterlichen Überlieferung folgend hielt man David bis zum Einsetzen der modernen wissenschaftlichen Forschung für den Verfasser zahlreicher Schriften, die in Wirklichkeit nicht von ihm stammen; außerdem wurden ihm mehr als 26 Übersetzungen zugeschrieben. Die Erstausgabe der armenischen Prolegomena-Übersetzung erschien 1731 in Konstantinopel. Im Jahr 1833 wurde in Venedig die erste Gesamtausgabe der armenischen Übersetzungen von Davids Werken veröffentlicht. Im Zeitraum 1900–1904 brachte Adolf Busse in Berlin eine kritische Ausgabe der griechischen Texte heraus, die damit erstmals vollständig im Druck zugänglich wurden; zuvor waren nur Auszüge veröffentlicht worden.

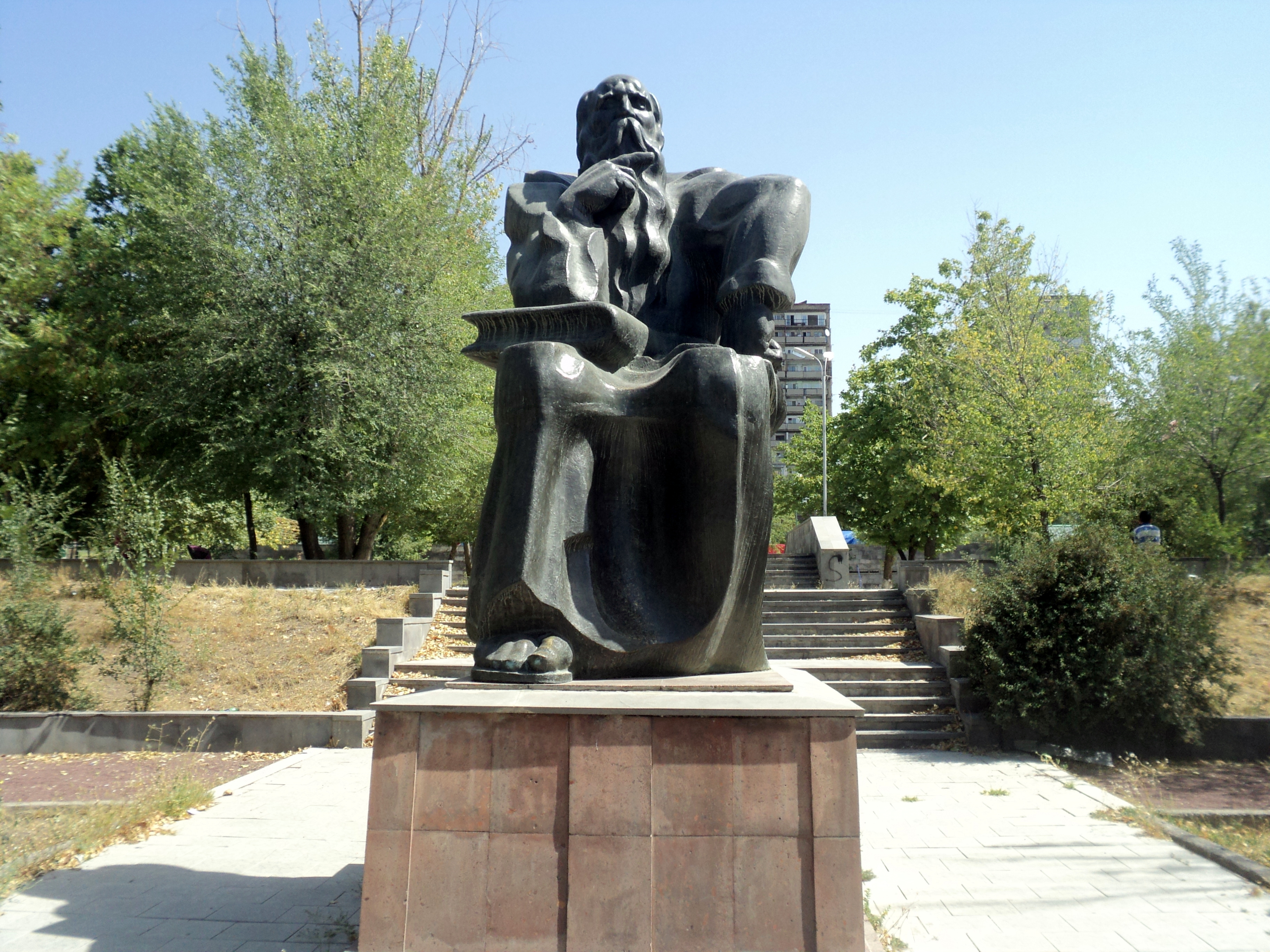
Statue Davids in Jerewan, Armenien, 1985 errichtet

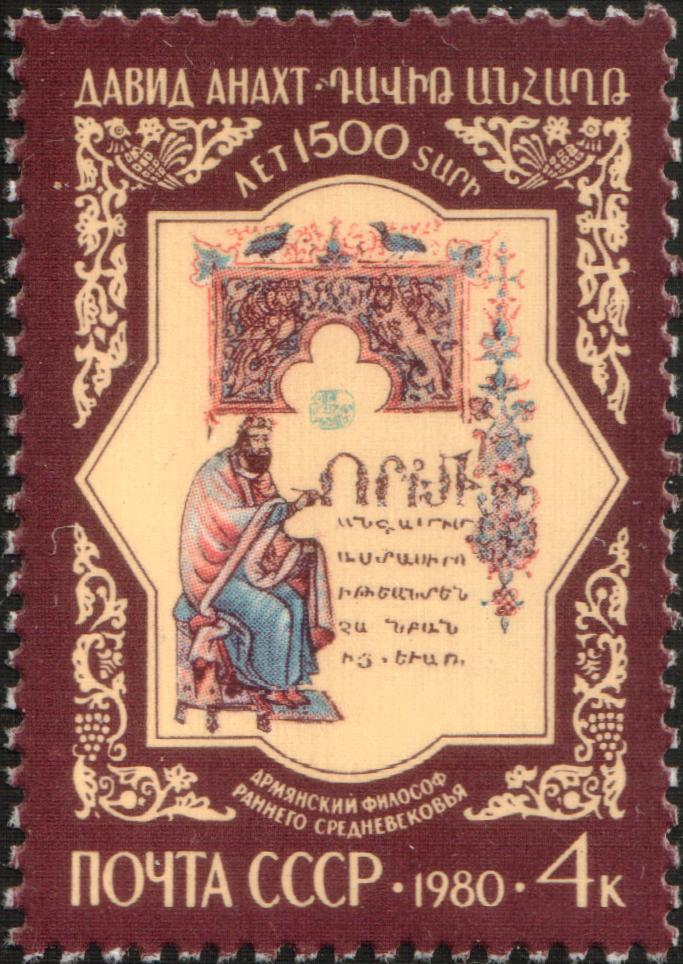
Sowjetische Briefmarke anlässlich des Jubiläums 1980

Die Armenische Apostolische Kirche zählt „David den unbesiegbaren Philosophen“ zu den „heiligen Lehrern und Übersetzern“, deren Fest am zweiten Samstag im Oktober gefeiert wird.
In der Zeit der Zugehörigkeit Armeniens zur Sowjetunion stand David dort weiterhin hoch im Kurs. Im Jahr 1980 feierte die Armenische Sozialistische Sowjetrepublik seinen tausendfünfhundertsten Geburtstag, wobei man von einem fiktiven, willkürlich angenommenen Geburtsjahr des Philosophen ausging. Aus diesem Anlass veranstaltete die armenische Akademie der Wissenschaften in Jerewan, der Hauptstadt Armeniens, einen Kongress und ein Festprogramm, und eine Straße wurde nach David benannt. Gepriesen wurden nun aus marxistischer Perspektive „sein Humanismus, seine säkulare Mentalität, sein tiefer Glaube an die Macht der Wissenschaft, eine ganze Reihe von materialistischen Thesen“. Es hieß, er habe zu den fortschrittlichsten Gelehrten seiner Zeit gezählt.
Jonathan Barnes würdigte in einem 2009 publizierten Aufsatz Davids Gesamtleistung. Er erinnerte daran, dass man von einem solchen Handbuchautor nicht mehr als das für seinen didaktischen Zweck Erforderliche erwarten darf. Nach Barnes’ Urteil sind die Scholien zur Isagoge einer der zwei besten Kommentare zu dem oft kommentierten Werk des Porphyrios. Die Frage nach Davids Originalität lässt sich nicht beantworten, denn manche seiner Thesen sind zwar nur bei ihm bezeugt, doch ist unbekannt, welche heute verlorenen Schriften ihm zur Verfügung standen. Die herausragende geistesgeschichtliche Bedeutung des spätantiken Philosophielehrers liegt für Barnes in dem Impuls, den er als Vermittler aristotelischen Gedankenguts der armenischen Kultur gegeben hat, auch falls er nicht selbst der Übersetzer seiner Werke war.

## Textausgaben und Übersetzungen
griechisch
- Adolf Busse (Hrsg.): Davidis prolegomena et in Porphyrii Isagogen commentarium (= Commentaria in Aristotelem Graeca, Band 18, Teil 2). Georg Reimer, Berlin 1904 (kritische Ausgabe der Prolegomena der Philosophie und des Kommentars zur Isagoge)
- Adolf Busse (Hrsg.): Eliae in Porphyrii Isagogen et Aristotelis Categorias commentaria (= Commentaria in Aristotelem Graeca, Band 18, Teil 1). Georg Reimer, Berlin 1900, S. 105–255 (kritische Ausgabe des Kategorien-Kommentars, den der Herausgeber Elias zuschreibt)

altarmenisch, teilweise mit englischer Übersetzung
- Sen S. Arevšatyan (Hrsg.): Dawitʿ Anałtʿ: Erkasirut'iwnk' p'ilisop'ayakank'. Haykakan SSH GA Hrat, Erevan 1980 (unkritische Ausgabe der armenischen Fassungen von Davids Werken)
- Bridget Kendall, Robert W. Thomson (Hrsg.): Definitions and Divisions of Philosophy by David the Invincible Philosopher. Scholars Press, Chico 1983, ISBN 0-89130-616-1 (kritische Ausgabe des armenischen Textes mit englischer Übersetzung)
- Aram Topchyan (Hrsg.): David the Invincible: Commentary on Aristotle's Prior Analytics. Old Armenian Text with an English Translation, Introduction and Notes (= Philosophia antiqua, Band 122 = Commentaria in Aristotelem Armeniaca – Davidis Opera, Band 2). Brill, Leiden 2010, ISBN 978-90-04-18719-1 (kritische Ausgabe)
- Gohar Muradyan (Hrsg.): David the Invincible: Commentary on Porphyry's Isagoge. Old Armenian Text with the Greek Original, an English Translation, Introduction and Notes (= Philosophia antiqua, Band 137 = Commentaria in Aristotelem Armeniaca – Davidis Opera, Band 3). Brill, Leiden 2015, ISBN 978-90-04-28084-7 (kritische Ausgabe)

englisch
- Sebastian Gertz (Übersetzer): Elias and David: Introductions to Philosophy, with Olympiodorus: Introduction to Logic. Bloomsbury Academic, London u. a. 2018, ISBN 978-1-3500-5174-4, S. 79–189 (englische Übersetzung der Prolegomena der Philosophie)